# César Álvarez de Linera Uría
César Álvarez de Linera y Uría (Pesoz, Asturias,1924-Oviedo, 11 de abril de 2025) fue un magistrado español. Miembro fundador de la Academia Asturiana de Jurisprudencia y Presidente de la sala de lo contencioso-administrativo del Tribunal Superior de Justicia del Principado de Asturias (TSJA).

## Biografía
César Álvarez de Linera nació en la localidad asturiana de Pesoz (1924), el tercero de nueve hermanos. Su padre, José Álvarez de Linera, era el secretario del Ayuntamiento de Pesoz. Tras licenciarse en Derecho en la Universidad de Oviedo (1949), accedió a la carrera judicial (1952) como juez en diversas localidades: Tineo, Valencia de don Juan (León), Villaviciosa, Pola de Siero, Bilbao y Oviedo. Posteriormente trabajó en la sala de lo penal de la Audiencia y las salas de lo civil de la Audiencia y sala de lo contencioso-administrativo del TSJA.
Compatibilizó su actividad jurídica con la docente, como profesor titular de Derecho Procesal de la Universidad de Oviedo, donde realizó el doctorado (1975) con una tesis sobre "La vía de hecho y los interdictos contra la Administración Pública", recibiendo la calificación de Sobresaliente Cum Laude.
A lo largo de su larga trayectoria jurídica fue designado como juez especial en diversas causas penales complejas —juez de menores (1987-1990) y presidente del jurado provincial de montes comunales de mano común— además de presidente de la Junta Electoral Provincial en diversas ocasiones, y del Jurado Provincial de Expropiación Forzosa (1975-1987).
César estaba casado con Conchita Prado Cabeza. El matrimonio tuvo nueve hijos, varios de los cuales se dedican a la judicatura.

## Distinciones
- Cruz Distinguida de primera clase de San Raimundo de Peñafort por su actividad jurisdiccional.